# Silvano Montevecchi
Silvano Montevecchi (Brisighella, 31 marzo 1938 – Imola, 27 settembre 2013) è stato un vescovo cattolico italiano.

## Biografia
Nasce a Villa San Giorgio in Vezzano, frazione di Brisighella, in provincia di Ravenna e diocesi di Faenza, il 31 marzo 1938.

### Formazione e ministero sacerdotale
Entra nel seminario diocesano e il 16 giugno 1962 è ordinato presbitero dall'allora vescovo di Faenza Giuseppe Battaglia.
Dal 1962 al 1963 è cappellano della parrocchia di san Giuseppe Artigiano a Faenza, insegnante di lettere nel seminario diocesano e assistente degli aspiranti dell'Azione Cattolica. Dal 1963 è vicerettore del seminario e assistente della Gioventù Italiana di Azione Cattolica (GIAC) e dal 1967 collabora come socio fondatore al consultorio familiare UCIPEM di Faenza.
Nel frattempo consegue il diploma di licenza in sacra teologia presso la Pontificia Università San Tommaso d'Aquino di Roma, il diploma di perfezionamento in bioetica presso l'Università Cattolica del Sacro Cuore di Roma e il diploma in sociologia presso la scuola superiore delle ACLI.
Nel 1971 è nominato vicario parrocchiale con diritto di successione della parrocchia di sant'Apollinare a Russi, in provincia di Ravenna, dove rimarrà come arciprete fino al 1983.
Successivamente il vescovo Francesco Tarcisio Bertozzi lo nomina vicario generale della diocesi di Faenza-Modigliana e rettore del seminario diocesano. Al contempo tiene corsi di bioetica presso la scuola per operatori sanitari dell'USL 37 e svolge il ruolo di assistente dei medici cattolici, vicario episcopale per la vita consacrata, docente di teologia morale alla scuola di formazione teologica per laici di Faenza.
Nel 1988 è nominato protonotario apostolico da papa Giovanni Paolo II, ricevendo così il titolo di monsignore. Dal 1995 al 1997 è anche parroco del duomo di Faenza. Durante gli anni della malattia del vescovo Francesco Tarcisio Bertozzi, svolge un importante lavoro pastorale in suo aiuto tanto che alla morte, avvenuta il 16 maggio 1996, viene eletto amministratore diocesano, incarico ricoperto per oltre un anno, fino all'ingresso, avvenuto il 29 giugno 1997, del nuovo vescovo Benvenuto Italo Castellani.

### Ministero episcopale
Il 30 agosto 1997 papa Giovanni Paolo II lo nomina vescovo di Ascoli Piceno; succede a Pier Luigi Mazzoni, precedentemente nominato arcivescovo di Gaeta. Il 4 ottobre successivo riceve l'ordinazione episcopale, nella cattedrale di Faenza, dal cardinale Achille Silvestrini, co-consacranti il cardinale Pio Laghi e il vescovo Benvenuto Italo Castellani (poi arcivescovo). Il 25 ottobre prende possesso della diocesi.
Il 17 marzo 2013 viene ricoverato in ospedale dopo l'aggravarsi di una presunta influenza: gli viene diagnosticata una forma di meningite virale non contagiosa, aggravata da un focolaio di broncopolmonite dovuto ad una carenza del sistema immunitario. Il 31 marzo, giorno di Pasqua e del suo 75º compleanno, entra in coma.
Muore il 27 settembre 2013, alle 22:45, in una struttura riabilitativa a Montecatone di Imola. Le esequie vengono celebrate dapprima nella cattedrale di Faenza il 1º ottobre 2013, con la concelebrazione eucaristica presieduta dal vescovo faentino Claudio Stagni; la salma è stata trasferita ad Ascoli Piceno per i solenni funerali del 2 ottobre presieduti dall'amministratore apostolico Luigi Conti. Per esplicita volontà testamentaria riposa nella cripta di Sant'Emidio nella cattedrale ascolana.

## Genealogia episcopale e successione apostolica
La genealogia episcopale è:
- Cardinale Scipione Rebiba
- Cardinale Giulio Antonio Santori
- Cardinale Girolamo Bernerio, O.P.
- Arcivescovo Galeazzo Sanvitale
- Cardinale Ludovico Ludovisi
- Cardinale Luigi Caetani
- Cardinale Ulderico Carpegna
- Cardinale Paluzzo Paluzzi Altieri degli Albertoni
- Papa Benedetto XIII
- Papa Benedetto XIV
- Papa Clemente XIII
- Cardinale Enrico Benedetto Stuart
- Papa Leone XII
- Cardinale Chiarissimo Falconieri Mellini
- Cardinale Camillo Di Pietro
- Cardinale Mieczysław Halka Ledóchowski
- Cardinale Jan Maurycy Paweł Puzyna de Kosielsko
- Arcivescovo Józef Bilczewski
- Arcivescovo Bolesław Twardowski
- Arcivescovo Eugeniusz Baziak
- Papa Giovanni Paolo II
- Cardinale Achille Silvestrini
- Vescovo Silvano Montevecchi

La successione apostolica è:
- Cardinale Giuseppe Petrocchi (1998)